# Mémorial Petagas
Le Mémorial Petagas est un mémorial dédié aux victimes de la Seconde Guerre mondiale  à Sabah en Malaisie. Il commémore particulièrement l'exécution, tenue à cet endroit le 21 janvier 1944, des 324 membres de la résistance à l'occupation japonaise au Bornéo du Nord et de leur implication dans la révolte de Jesselton. Le mémorial liste le noms d'hommes de différents groupes ethniques du Bornéo du Nord et de différentes île de l'Archipel de Sulu notamment le chef de la résistance Albert Kwok et ceux morts à la prison militaire de Labuan.